# Hypocrites ambiguus
Hypocrites ambiguus là một loài bọ cánh cứng trong họ Cerambycidae.